# 子牛皮

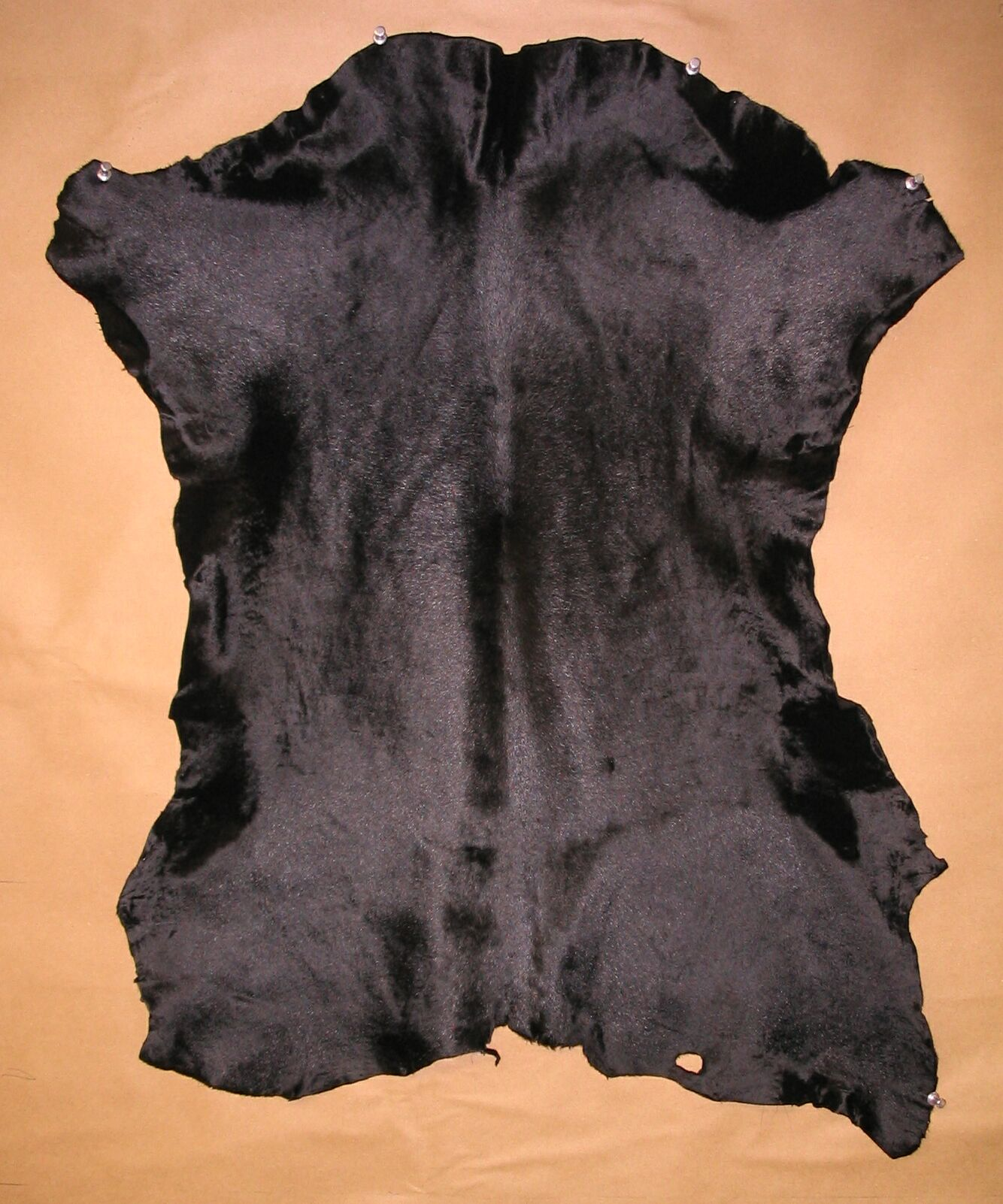
黒色に染められた子牛革

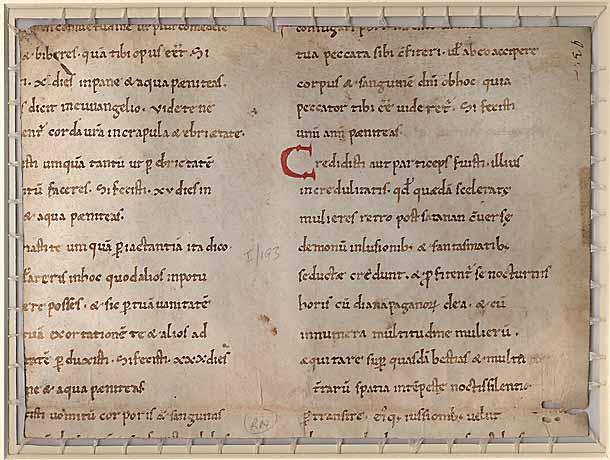
子牛皮紙（ベラム）で作られた11世紀の本の頁

子牛皮（こうしかわ、仔牛皮）は、子牛の皮である。カーフスキン（英語: calfskin）は、原皮と鞣された革（子牛革、仔牛革、英語: calf leather）の両方を指す。子牛皮はその柔らかさと平滑できめが細かい銀面、そして耐久性のため非常に金銭的価値が高い。子牛革は、高級衣料品、靴、財布、伝統的な革製本のために一般的に使われる。きめ細かい子牛皮はベラム（子牛皮紙）に使われる。
ファッション業界では、柔かく仕上げられた子牛革はフランス語で「ヴォー・ヴェロア（veau velours; 「ベルベット子牛」の意味）」と呼ばれることがある。
アメリカでは生後6か月以内の子牛の皮をカーフスキン、生後6か月から2年の間をキップスキン（中牛皮、kip skin）、2年を超えるものをカウハイド（成牛皮、cow hide）と呼ぶ。